# Mazda CX-7
Mazda CX-7 je středně velký osobní automobil kategorie crossover SUV vyráběný japonskou automobilkou Mazda. V roce 2012 byl nahrazen modelem Mazda CX-5. Jde o produkční verzi konceptu MX-Crossport. CX-7 se vyráběl v Hirošimě (Japonsko) od počátku roku 2006. Model CX-7 byl poprvé veřejně představen na Los Angeles Auto Show v lednu 2006. Výroba byla oficiálně zahájena 20. února 2006 v závodě v Hirošimě. Automobil šel do prodeje na jaře 2006 jakožto modelový rok 2007. CX-7 byl první střední SUV vyráběné Mazdou od ukončení výroby modelu Navajo v roce 1994.
Mazda CX-7 obdržela kompletně novou platformu, namísto využití platformy Ford/Mazda CD3 používané většími crossovery Mazda CX-9/Ford Edge/Lincoln MKX a také vozem Mazda6. Používá přední nápravu z minivanu Mazda MPV a zadní z vozu Mazda5. Mnoho ze součástí pohonu na všechna čtyři kola pochází ze sportovního speciálu Mazdaspeed 6 (Mazda6 MPS). Využívá se také přeplňovaný motor z tohoto vozu, a to společně s šestistupňovou automatickou nebo manuální převodovkou. CX-7 má nyní své místo mezi vozy Tribute a CX-9.

## Motor a převodovka
Výkon dodává stejný motor, jako se používá u vozů Mazda3 MPS a Mazda6 MPS – zážehový přeplňovaný řadový čtyřválec Mazda MZR řady L o objemu 2,3 litru. Montuje se společně s šestistupňovou manuální převodovkou Mazda nebo šestistupňovou automatickou převodovkou Aisin Warner AW6A-EL (FWD) resp. AW6AX-EL (AWD) a je vyladěn na výkon 191 kW (182 kW v USA, 175 kW) při 5000 otáčkách za minutu a točivý moment 350 N·m již při 2500 otáčkách; 99 % točivého momentu je k dispozici až do 5000 otáček.
Motor MZR 2.3 DISI, používaný u vozů MPS byl u severoamerické verze CX-7 vyladěn tak, aby přinášel točivý moment při nižších otáčkách a omezil tak "turbodíru". To bylo dosaženo díky upravené konstrukci menšího turbodmychadla K04. Evropská verze CX-7 má stejné, větší turbodmychadlo K04 a převodovku z řady Mazdaspeed/MPS.

## Modelová řada, ceny a vlastnosti
CX-7 má plně nezávislé odpružení kol, kotoučovou brzdu na všech čtyřech kolech (s ventilovanými kotouči) se standardně montovaným ABS, stabilizační systém, protiprokluzový systém a možnost volit mezi pohonem předních kol nebo pohonem všech čtyř kol s aktivním rozdělováním točivého momentu (systém Active Torque-Split). Tento systém má dvě počítačově řízené magnetické spojky a dodává až 50 % točivého momentu na zadní kola. Australská oficiální spotřeba v kombinovaném provozu je 11,5 l/100 km . Spotřeba se liší podle různých testů  Archivováno 18. 5. 2011 na Wayback Machine., majitelů , a modelů, ale řidiči udávají typicky 10 – 18 l/100 km.